# Gekkan Shōjo Nozaki-kun
Gekkan Shoujo Nozaki-kun (月刊少女野崎 lit. Nozaki, mensual para chicas?), también conocido en español como Nozaki y su revista mensual para chicas, es un manga yonkoma de comedia romántica escrito e ilustrado por Izumi Tsubaki. Serializado en volúmenes tankōbon por Square Enix y publicado en la revista Shōnen Gangan Online desde agosto de 2011 en Japón. Se ha adaptado a una serie de anime para televisión por el estudio Dogakobo que comenzó a transmitirse en julio de 2014.

## Argumento
Chiyo Sakura, una estudiante de instituto, está enamorada de su compañero de instituto Umetaro Nozaki, cuando ella se arma de valor y le confiesa su amor él la confunde creyendo que es una fan y le da un autógrafo. Queriendo arreglar la confusión, ella le dice que se refiere a que siempre quiere estar con él, por lo cual él la invita a su casa y hace que le ayude con algunos manuscritos. Chiyo descubre que Nozaki es realmente un renombrado mangaka de shōjo llamado Sakiko Yumeno. Por lo que Chiyo se compromete a ser su asistente con el fin de estar más cerca de él.

## Personajes

### Principales
Umetarō Nozaki (野崎 梅太郎 Nozaki Umetarō?)
Seiyū: Yūichi Nakamura
El personaje principal de la serie. Nozaki es secretamente un mangaka llamado Sakiko Yumeno, creador del manga shojo Let's Fall in Love que se publica en la revista mensual de romance para chicas. A pesar de que su manga está orientado hacia romance, no tiene ninguna experiencia personal en el amor (como tal, las ideas de sus historias son a menudo ridículas y exageradas). Él admira la habilidad para dibujar de Sakura, pero es ajeno a sus sentimientos. Él vive por su cuenta, después de haber convencido a su padre que él puede cubrir los gastos con sus derechos de autor del manga, y que puede cocinar para sí mismo. En la escuela secundaria, fue capitán del equipo de baloncesto de la escuela. Está en la clase 2-B.
Chiyo Sakura (佐倉 千代 Sakura Chiyo?)
Seiyū: Ari Ozawa
Sakura es una chica de instituto que se ha enamorado de Nozaki, pero cuando ella plantea incorrectamente las palabras de su confesión, termina por convertirse en la asistente de entintado (BETA). Ella está en la clase 2-A junto con Yuzuki Seo y es miembro del club de arte. De pequeña estatura (1.45) y llevando dos grandes moños con estampado de puntos blancos, fue una inspiración (aunque de manera inconsciente) para que Nozaki diseñara al personaje de Mamiko (esto se ve en el manga Nº 48). Usualmente, Sakura malinterpreta las acciones de Nozaki hacia ella pensando que éste por fin ha correspondido a sus sentimientos, sin embargo, suelen ser juegos o acciones que hace como referencia para su manga, creando gran frustración en ella.
Mikoto Mikoshiba (御子柴 実琴 Mikoshiba Mikoto?)
Seiyū: Nobuhiko Okamoto
Mikoshiba, apodado Mikorin, es uno de los ayudantes de Nozaki. Él se presentó a Sakura como un chico guapo con una actitud distante. A pesar de ser popular y coqueto con las chicas, es tímido y, a menudo se avergüenza poco después de hacer declaraciones audaces. La personalidad de Mikoshiba le sirvió a Nozaki para asignarle una a la heroína de su manga: Mamiko (pero el propio Mikoshiba no sabe). Es pésimo dibujando paisajes o personajes, sin embargo, es excelente dibujando flores y detalles que aumentan los encantos de un personaje. Él está en la clase 2-G. Sus aficiones incluyen la colección de figuras bishōjo. Tres años antes, no podía hablar bien con chicas reales por lo que empezó a practicar las chicas virtuales de las simulaciones de citas. 
Yuzuki Seo (瀬尾 結月 Seo Yuzuki?)
Seiyū: Miyuki Sawashiro
Compañera de clase y amiga popular de Sakura, Seo es a menudo solicitada para ayudar en diversas actividades extracurriculares. Su personalidad impetuosa a menudo ofende a los demás. Ella no puede leer el ambiente o contexto. Practica con el equipo de baloncesto siendo utilizada como mal ejemplo y para que los demás puedan aprender a lidiar con los jugadores egoístas y difíciles. A pesar de su comportamiento grosero y poco femenino, ella tiene una voz angelical para el canto y es apodada "Lorelei del Club de Coro" (声楽部のローレラ Seigakubu no Lorelai). Ella disfruta molestando Wakamatsu, a quien ella llama "Waka". Su hermano mayor, Ryosuke, es un estudiante universitario que está enamorado de Yukari Miyako.
Hirotaka Wakamatsu (若松 博隆 Wakamatsu Hirotaka?)
Seiyū: Ryōhei Kimura
Fue compañero de Nozaki en su equipo de baloncesto en la secundaria. Ayuda a Nozaki a poner las tramas de su manga. Tiene una mala experiencia en cuanto al equipo de baloncesto por Seo. Debido al estrés causado por el comportamiento de Seo en el club, sufre de insomnio, sin embargo, cuando oye el canto de Lorelei, de inmediato se duerme, lo que lo hizo enamorarse de ella a pesar de desconocer la identidad de la Lorelei. Está en la clase 1-D. Nozaki lo incluyó en su manga como un personaje femenino llamado Waka.
Yū Kashima (鹿島 遊 Kashima Yū?)
Seiyū: Mai Nakahara
Es la mejor amiga y compañera de clase de Mikoshiba. Es una chica alta que tiene una personalidad de "príncipe" que hace que las chicas suspiren por ella. Mikoshiba y Kashima se consideraban rivales en su primer año, aunque Kashima era claramente mejor en todos los aspectos. Es densa y con frecuencia se hace ideas equivocadas respecto a Hori, convirtiéndose en el objeto de la ira de Hori, pero a menudo cómicamente desea su atención. Debido a que suele distraerse en su camino al club, es a menudo arrastrada por Hori . Tiene un oído sordo para la música y Yuzuki se convirtió en su "entrenadora".
Masayuki Hori (堀 政行 Hori Masayuki?)
Seiyū: Yūki Ono
Es el presidente del club de teatro de la escuela y ayuda a Nozaki con el trabajo de los fondos, a cambio Nozaki escribe obras para él. A pesar de tener un talento increíble para la actuación, es consciente de su baja estatura y prefiere trabajar en la utilería. Reacciona violentamente hacia Kashima cada vez que hace comentarios inadecuados o que interrumpe las actividades del club. A pesar de todo eso, la favorece y actúa como un padre cariñoso con ella. Afirmar que prefiere a las chicas con piernas delgadas. Está en la clase 3-C.

### Secundarios
Ken Miyamae (宮前 剣 Miyamae Ken?)
Seiyū: Kenta Miyake
Es el actual editor de Nozaki. Aunque Miyamae parece una persona gruñona, Nozaki piensa que es genial porque responde rápidamente en comparación con su anterior editor. Miyamae tiene 28 años, y a pesar de que es del mismo año que Maeno, tuvo que retomar un par de veces los exámenes de ingreso a la universidad y terminó graduándose dos años después que Maeno.
Mitsuya Maeno (前野 蜜也 Maeno Mitsuya?)
Seiyū: Daisuke Ono
Es el exeditor de Nozaki, y ahora Maeno está a cargo de Miyako Yukari. Él es un narcisista que es aficionado a personajes simpáticos como los Tanukis. Él y Miyamae se conocen desde la escuela secundaria. Actualiza regularmente el blog de los editores de Monthly Girls' Romance. Es descuidado en sus acciones, por ejemplo, cuando perdió el manuscrito de Yukari.
Yukari Miyako (都 ゆかり Miyako Yukari?)
Seiyū: Ayako Kawasumi
Es la vecina de arriba de Nozaki. Ella es un estudiante universitaria que es también un artista de manga shojo. Sus mangas siempre cuentan con tanukis, sobre todo por sugerencia de su editor, Maeno. Sonriendo, a menudo mantiene su identidad como artista de manga en secreto de sus compañeros de clase, que siempre están confundidos debido a su estado civil.
Mayu Nozaki (野崎 真由 Nozaki Mayu?)
Es el hermano menor excesivamente flojo de Nozaki. Debido a que era intimidado cuando era pequeño, rara vez habla. A veces escribe frases abreviadas de lo que quiere decir, pero habla si es más rápido. Extrañamente, cuando pone esfuerzo es en el club de judo de su escuela.

## Media

### Anime
Una adaptación a una serie de anime televisiva fue anunciada el 21 de marzo de 2014 por Media Factory, más tarde el sitio web oficial de la serie publicó varios vídeos promocionales revelando el personal de producción, elenco y diseños de los personajes. Es producido por el estudio Doga Kobo bajo la dirección de Mitsue Yamazaki, contando con Yoshiko Nakamura quién se encarga de escribir los guiones para la serie y Junichirō Taniguchi como diseñador de personajes.
Se estrenó el 7 de julio de 2014 en la cadena TV Tokyo, seguido por otras estaciones nacionales durante el resto de esa semana. El tema de apertura, titulado "Kimi Janakya Dame Mitai" (君じゃなきゃダメみたい?) es compuesto e interpretado por Masayoshi Ōishi, y el tema de cierre es "Uraomote Fortune" (ウラオモテ・フォーチュン?) interpretada por Ari Ozawa bajo el nombre de su personaje, Chiyo Sakura. 

#### Lista de episodios
| #  | Título | Estreno                  |
| -- | --- | ------------------------ |
| 1  | «Este amor... Se convertirá en un manga shoujo» «Sono Koi wa, Shōjo Mangaka Sarete yuku» (その恋は、少女漫画化されてゆく。)                                                             | 7 de julio de 2014       |
| 2  | «Saluden a la nueva protagonista» «Nyū Hiroin o Yoroshiku ne» (新(ニュー)ヒロインをよろしくね♪)                                                                                         | 14 de julio de 2014      |
| 3  | «Violencia contra el príncipe» «Baiorensu bāsasu Purinsu» (バイオレンスVSプリンス) | 21 de julio de 2014      |
| 4  | «Hay ocasiones en que los hombres deben pelear» «Otoko ni wa, Tatakawaneba Naranai, Toki ga Aru.» (男には、戦わねばならない、時がある。)                                                | 28 de julio de 2014      |
| 5  | «El hombre que dibuja el amor» «Koi o Omoi Egaku Danshi.» (恋を「思い」「描く」男子。)                                                                                                  | 4 de agosto de 2014      |
| 6  | «Te haré un hechizo» «Mahō o Kakete Ageru» (魔法をかけて、あ・げ・る♡) | de agosto de 2014        |
| 7  | «El cerebro de los mangakas, Nozaki-kun» «Mangaka Nō Nozaki-kun» (漫画家脳野崎くん) | 18 de agosto de 2014     |
| 8  | «El príncipe (chica) de los problemas escolares» «Gakuen no Ōji-sama (Joshi) no Nayami» (学園の王子様(女子)の悩み)                                                                      | 25 de agosto de 2014     |
| 9  | «¿Tienes suficiente emoción?» «Dokidoki, Tariteru?» (ドキドキ、たりてる?) | 1 de septiembre de 2014  |
| 10 | «Lo que se fortalece es nuestro vínculo y nuestras riendas» «Tsuyomaru no wa, Kizuna to Tazuna» (強まるのは、絆と手綱)                                                                  | 8 de septiembre de 2014  |
| 11 | «Enamorémonos del arroz» «Kome Shiyo» (米しよっ♡) | 15 de septiembre de 2014 |
| 12 | «Si estos sentimientos no son amor, entonces no hay amor en el mundo» «Kono Kimochi ga Koi Janai Nara, Kitto Sekai ni Koi wa Nai.» (この気持ちが恋じゃないなら、きっと世界に恋はない。) | 22 de septiembre de 2014 |

## Recepción

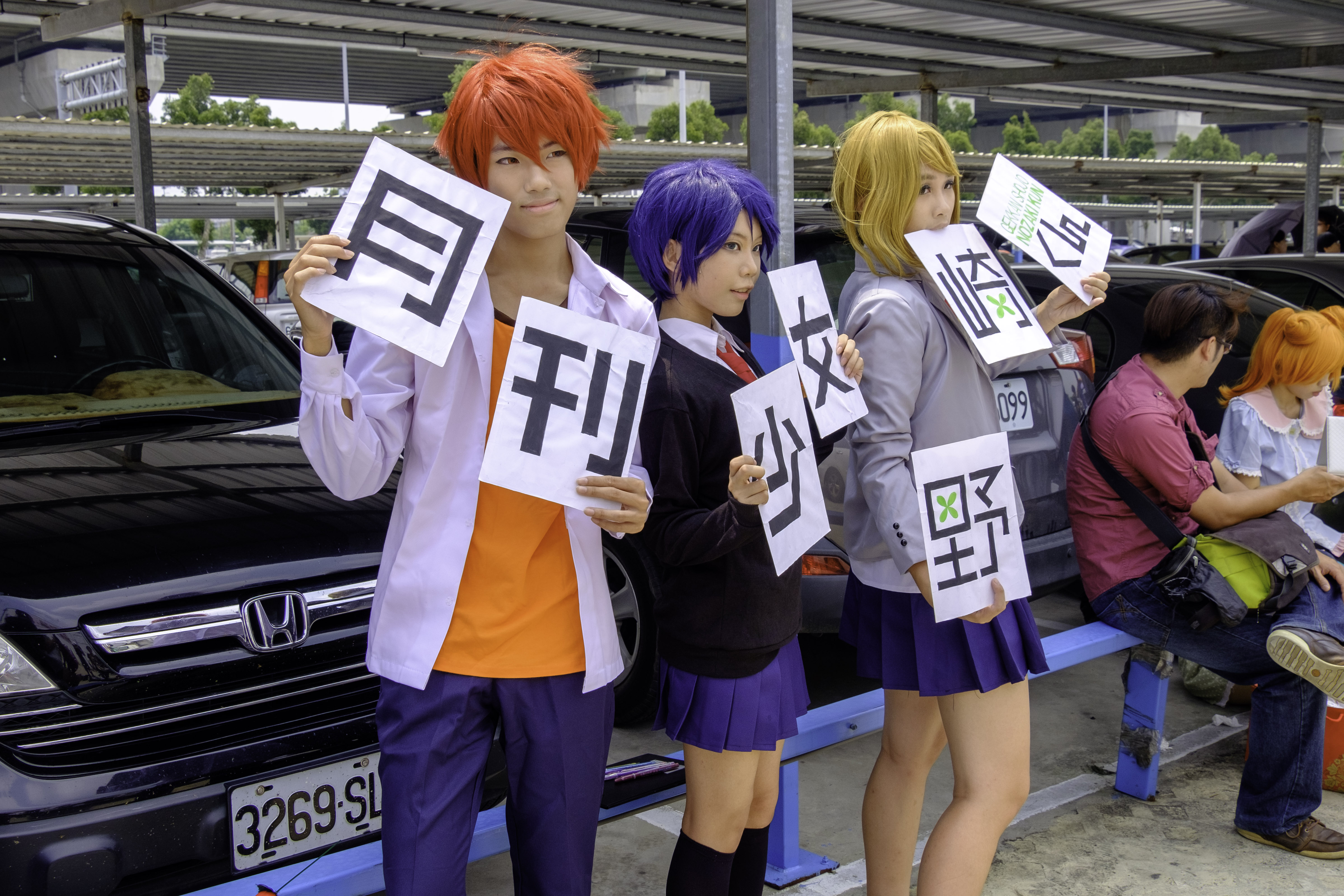
Cosplay en Fancy Frontier Taichung 2015. Cosplayers de Monthly Girls' Nozaki-kun.

El 8º tomo del manga ha sido el más vendido en su semana de lanzamiento, llegando a las 300.573 ventas y siendo, además, el 7º más vendido en Japón durante el mes de agosto de 2016. Tanto el 7º como el 8º tomo del manga han sido de los 60 más vendidos en Japón en el período comprendido entre el 23 de noviembre de 2015 y el 20 de noviembre de 2016. Fueron vendidas 551.417 y 523.825 copias, respectivamente.
La revista especializada en libros y manga Da Vinci de Kadokawa y Media Factory ha revelado la lista de la 17.ª edición del "Libro del año". El manga de Izumi Tsubaki ha obtenido el 13º puesto del ranking de mangas. Dicho ranking no sólo contempla las ventas (en este caso, de los volúmenes 1 al 8), sino también por los votos de 5.117 personas, que incluyen: críticos literarios, escritores y empleados de librerías.
El manga es parte de las lista de las Mejores novelas gráficas para jóvenes en su edición de 2017 de la Asociación de Jóvenes Adultos Biblioteca Servicios (YALSA), perteneciente a la American Library Association.
Los críticos de Anime News Network señalaron el anime como uno de los mejores del año 2014, con Amy McNulty y Theron Martin nombrándolo su mejor elección. La editora Kelly Quinn del sitio Tor.com listó la serie entre sus diez mejores animes de 2014.